# Sophienhof
Sophienhof (pol. Sobiemierz (nazwa nadana po II wojnie światowej), też Sobimierz) – dawny folwark należący do Drzonowa, obecnie niewyodrębniona część wsi Bogusławiec położona na terenie obecnej gminy Kołobrzeg, w województwie zachodniopomorskim, w powiecie kołobrzeskim.
Miejscowość powstała w połowie XIX wieku jako folwark majątku Drzonowo, leżący na zachód od miejscowości Charlottenhof (ob. Bogusławiec). Około 1910 ówczesny właściciel majątku Hermann Braeger sprzedał Sobiemierz, w rezultacie czego folwark uległ parcelacji na pięć gospodarstw o powierzchni 10 hektarów i dwie farmy o powierzchni 25 hektarów. Równocześnie zniesiony został obszar dworski w Drzonowie, a jego obszar włączono do gminy o tej samej nazwie, znajdującej się w granicach powiatu kołobrzesko-karlińskiego i okręgu sądu rejonowego (Amtsgericht) w Kołobrzegu. Właściwy dla miejscowości urząd stanu cywilnego znajdował się, podobnie jak władze gminy, w Drzonowie.
W 1871 miejscowość liczyła 13 osób, w 1885 – 11, w 1895 – 13 i w 1905 – 35 (w roku tym miejscowość po raz ostatni została wyodrębniona w statystykach). Katolików w miejscowości nie było, a ewangelicy należeli do parafii w Sarbii.